# David Lyons (acteur)
Pour les articles homonymes, voir David Lyons et Lyons.
David Lyons, né le 16 avril 1976 à Melbourne, est un acteur australien. Il est principalement connu pour ses rôles dans les séries Urgences (Simon Brenner) et Sea Patrol (Josh Holiday). En 2012, il est choisi pour incarner le Général Monroe dans la série Revolution.

## Biographie
David Lyons est né à Melbourne, en Australie. En 2004, il est diplômé du National Institute of Dramatic Art en Australie.
David Lyons est surtout connu pour avoir joué dans la série télévisée australienne Sea Patrol où il joue le rôle de Josh Holiday de 2007 à 2009 et pour son rôle dans la série télévisée américaine Urgences où il incarne Simon Brenner dans la dernière saison. Il campe aussi le perturbé et cruel Général Monroe dans la série Revolution depuis 2012.

## Filmographie
| Année     | Titre                                            | Rôle                      |
| --------- | ------------------------------------------------ | ------------------------- |
| 2005      | Elemenopee                                       | Jimmy                     |
| 2005      | Blue Heelers                                     | Jason Tyler               |
| 2007      | Storm Warning                                    | Jimmy                     |
| 2007−2009 | Sea Patrol                                       | Josh Holiday              |
| 2008      | Cactus                                           | Eli                       |
| 2008      | Four                                             | Kit                       |
| 2008−2009 | Urgences                                         | Simon Brenner             |
| 2009      | Emilia Eckle                                     | Tom                       |
| 2009      | Day One                                          | Sam                       |
| 2010      | A Model Daughter: The Killing of Caroline Byrne  | Gordon Wood               |
| 2010      | Mange, prie, aime                                | Ian                       |
| 2011      | The Cape                                         | Vince Faraday / The Cape  |
| 2012-2014 | Revolution                                       | Sebastian « Bass » Monroe |
| 2013      | Safe Haven                                       | Kevin Tierney             |
| 2013      | Mensonges et faux semblants                      | Josh                      |
| 2015      | Truth : Le Prix de la vérité de James Vanderbilt | Josh Howard               |
| 2018      | Seven Seconds                                    | Mike DiAngelo             |
| 2018      | Philip K. Dick's Electric Dreams                 | Conrad Morrison           |

## Nominations
- 2008 : nouveau talent masculin le plus populaire, Logie Awards (nommé)

## Voix françaises
| - Alexis Victor dans (les séries télévisées) : - The Cape - Game of Silence - Seven Seconds - Philip K. Dick's Electric Dreams - Rémi Bichet dans : - Revolution (série télévisée) - Truth : Le Prix de la vérité - Truth Be Told : Le Poison de la vérité (série télévisée) | Et aussi - Alexandre Crépet dans Sea Patrol (série télévisée) - Philippe Bozo dans Urgences (série télévisée) - Olivier Bony dans Un havre de paix |